# Sabine Devieilhe
Sabine Devieilhe (Ifs, 12 de desembre de 1985) és una soprano francesa de coloratura.

## Biografia
Devieilhe va néixer a Ifs, municipi proper a Caen en una família sense tradició musical: els seus pares són educadors especialitzats, només la seva germana gran ensenya cant i el violí.

### Formació
Va començar la seva formació musical a l'escola de música d'Ifs, abans d'entrar a l'edat de dotze anys al conservatori de Caen per estudiar violoncel. Influenciada successivament per la directora Valérie Fayet i les professores de cant Jocelyne Chamonin (conservatori de Caen), Martine Surais (conservatori de Rennes), Pierre Mervant, Malcolm Walker i Elène Golgevit (conservatori superior de música i dansa de París) va decidir especialitzar-se com a cantant lírica.
Després d'obtenir el batxillerat a l'escola secundària de Malherbe, va obtenir un grau en musicologia i etnomusicologia a la Universitat de Rennes-2. A més dels seus estudis, es va incorporar al cor de l'Òpera de Rennes. Va participar com a corista en una producció de L'holandès errant de Richard Wagner el 2002. Poc després va començar a actuar com a solista. El 2008, va ingressar al Conservatori Nacional de Música i Dansa de París a la classe de cant de Pierre Mervant, on va obtenir per unanimitat el primer premi, amb recomanació del jurat, el 2011.

### Carrera
El 2013 va signar un contracte d'exclusivitat amb el segell musical Erato. El 2013, amb el conjunt Les Ambassadeurs dirigit per Alexis Kossenko, va enregistrar el seu primer disc, dedicat a Jean-Philippe Rameau. El 2013-2014, va cantar el paper de la Reina de la Nit a La flauta màgica de Mozart a l'Òpera Nacional de Lió i a l'Òpera Nacional de París. El 2014 va cantar Lakmé, de Léo Delibes, a l'Opéra-Comique. El 2016, amb l'orquestra de cambra de París dirigida per Christopher Franklin va interpretar Amina a l'òpera La Sonnambula de Vincenzo Bellini, al Théâtre des Champs-Elysées de París. Les crítiques de les seves interpretacions han estat sovint elogioses.
El 25 de febrer de 2013 va ser nomenada «Artista Lírica Revelació» als premis Victoires de la musique classique. El 2 de febrer de 2015 va ser elegida «Artista Lírica Revelació» també als premis Victoires de la musique classique. El 23 de febrer de 2018, Sabine Devieilhe guanya dos dels premis Victoires de la musique classique:artista lírica de l'any i gravació de l'any pel seu àlbum Mirages, produït amb Alexandre Tharaud, François-Xavier Roth i Les Siècles.

## Discografia
- Gustave Charpentier: Musiques du Prix de Rome.[20]
- Jean-Philippe Rameau: Le Grand théâtre de l'amour.[21]
- Johann Sebastian Bach: Köthener Trauermusik.[22]
- Jean-Philippe Rameau: Castor et Pollux.[23]
- Wolfgang Amadeus Mozart: Mozart - The Weber Sisters.[24]
- Handel: Italian Cantatas